# Pino Mocchetti
Giuseppe Mocchetti, detto Pino (Legnano, 18 aprile 1905 – San Vittore Olona, 3 settembre 1994), è stato un allenatore di calcio, dirigente sportivo e imprenditore italiano.

## Biografia
Imprenditore tessile e farmaceutico, ricoprì la carica di presidente dell'Legnano dal 1945 al 1952. Con Pino Mocchetti il Legnano disputò alcuni campionati di Serie B, raggiungendo la Serie A nella stagione 1951-1952. I Lilla, in questo campionato, si classificarono all'ultimo posto retrocedendo in Serie B.
Ha ricoperto la carica di membro della Commissione tecnica della Nazionale di calcio italiana il 9 novembre 1958 e dal 13 dicembre 1958 al 29 novembre 1959, per un totale di 6 partite, insieme ad altre personalità di spicco del mondo calcistico dell'epoca come Gipo Viani e Giovanni Ferrari.
Ha anche fatto parte del comitato olimpico dei Giochi di Roma del 1960. Dal 1935 al 1936 ha ricoperto la carica di capitano della Contrada Legnarello, storico rione legnanese che partecipa annualmente al Palio di Legnano. Con Pino Mocchetti capitano, la Contrada Legnarello ha vinto il Palio di Legnano 1936. Grazie al contributo di Pino Mocchetti venne realizzata la copia della croce di Ariberto da Intimiano che ancora oggi è l'ambito premio della contrada vincitrice del Palio di Legnano. A Mocchetti il comune di Legnano ha dedicato una piazza.